# Cylindrium aeruginosum
Cylindrium aeruginosum är en svampart som först beskrevs av Heinrich Friedrich Link, och fick sitt nu gällande namn av Gustav Lindau 1904. Cylindrium aeruginosum ingår i släktet Cylindrium och familjen Nectriaceae.   Inga underarter finns listade i Catalogue of Life.